# Thí nghiệm tước đoạt ngôn ngữ
Thí nghiệm tước đoạt ngôn ngữ được cho là đã được thực hiện ít nhất bốn lần trong lịch sử, là thí nghiệm cách ly trẻ sơ sinh khỏi việc sử dụng ngôn ngữ nói hoặc ngôn ngữ ký hiệu thông thường nhằm cố gắng khám phá đặc điểm cơ bản của bản chất con người hoặc nguồn gốc của ngôn ngữ.

## Trong lịch sử
Trường hợp thí nghiệm đầu tiên thuộc loại này có thể tìm thấy trong ghi chép của sử gia Herodotos (ca. 485 – 425 BC), theo đó pharaoh Ai Cập Psamtik I (664 – 610 BC) nhằm chứng minh niềm tin rằng ngôn ngữ Ai Cập là nguồn gốc của ngôn ngữ loài người, đã thử nghiệm bằng cách tìm hai đứa trẻ sơ sinh, giao cho một người chăn cừu nuôi dưỡng tại một nơi biệt lập, cách xa đám đông, không thể tiếp cận với bất kỳ ngôn ngữ nào của con người để xem chúng sẽ nói ngôn ngữ nào. Psamtik I tin rằng ngôn ngữ được nói bởi những đứa trẻ chưa được dạy ngôn ngữ nào chắc chắn là ngôn ngữ gốc. Nếu đứa trẻ nói tiếng Ai Cập, chắc chắn tiếng Ai Cập là ngôn ngữ lâu đời nhất trên thế giới. Tuy nhiên từ đầu tiên mà chúng nói lại là "bekos" (βεκόϛ) thuộc ngôn ngữ của người Phrygia (βεκόϛ nghĩa là bánh mì trong ngôn ngữ này) Các nhà nghiên cứu gần đây cho rằng đây có thể là một cách diễn giải có chủ ý về tiếng bập bẹ của chúng mà thôi.
Một thí nghiệm được cho là do Hoàng đế La Mã Frederick II thực hiện vào thế kỷ 13 đối với những đứa trẻ lớn lên mà không có sự tương tác của con người nhằm xác định xem chúng có ngôn ngữ tự nhiên nào hay không. Người ta cho rằng Frederick II đã tìm cách khám phá ngôn ngữ được Chúa truyền cho Adam và Eve. Các thí nghiệm đã được tu sĩ Salimbene di Adam ghi lại trong Biên niên sử của ông, những đứa trẻ được nuôi dưỡng mà không có giao tiếp tuy nhiên thí nghiệm thất bại do chúng không thể sống sót do thiếu tương tác.
Vài thế kỷ sau thí nghiệm của Frederick II, James IV của Scotland được cho là đã gửi hai đứa trẻ đến nuôi dưỡng bởi một người phụ nữ câm bị cô lập trên đảo Inchkeith, để xác định xem ngôn ngữ được học hay bẩm sinh. Những đứa trẻ được cho là đã nói tốt tiếng Do Thái, nhưng các nhà sử học đã hoài nghi về những tuyên bố này.
Hoàng đế Mughal Akbar được cho là có những đứa con được nuôi dưỡng bởi những vú nuôi câm. Akbar cho rẳng khả năng nói phát sinh từ việc nghe; do đó, những đứa trẻ lớn lên mà không nghe được tiếng nói của con người sẽ bị câm.
Một số tác giả đã nghi ngờ liệu các thí nghiệm của Psamtik I và James IV có thực sự diễn ra hay không và chính xác như thế nào; và có lẽ điều tương tự cũng xảy ra với thí nghiệm của Frederick II. Thí nghiệm của Akbar rất có thể là xác thực, nhưng đưa ra một kết quả mơ hồ.

## Giả tưởng
- Thí nghiệm cấm (forbidden experiment) trong The New York Trilogy của Paul Auster
- Trong phim truyền hình The Twilight Zone tập có tự đề "Mute" (1963), một số trẻ em được nuôi dạy theo cách không giao tiếp ngôn ngữ để thúc đẩy giao tiếp thần giao cách cảm.
- Trong series Batgirl, nhân vật Cassandra Cain, bị tước đoạt ngôn ngữ nói trong thời thơ ấu, đây là một phần trong nỗ lực tạo ra một võ sĩ có khả năng diễn giải ngôn ngữ cơ thể đặc biệt, vì người ta tin rằng điều này sẽ mang lại lợi thế lớn cho một người khi cận chiến.
- Trong Le Miroir de Cassandre của Bernard Werber nhân vật Cassandre và anh trai của cô bị tước đoạt ngôn ngữ nói trong một phần thời thơ ấu của họ như một thí nghiệm từ mẹ của họ, một nhà tâm lý học nhi khoa nổi tiếng.
- Trong tiểu thuyết đầu tay của Andrea Moro - cuốn Il segreto di Pietramala[10] có một ngôi làng ở Corse phải chịu một thí nghiệm cấm.